# Georg Ludwig Charbonnier
Georg Ludwig Charbonnier (* 1678 in Osnabrück; † 4. August 1752 in Wienhausen) war ein deutscher Gartenkünstler des Barock.

## Leben

### Familie
Georg Ludwig Charbonnier war der Sohn von Martin Charbonnier und der ältere Bruder von Ernst August Charbonnier. Er war der Onkel von Matthias Charbonnier.

### Werdegang und Werk
Georg Ludwig Charbonnier wurde in Osnabrück geboren, wo sein Vater seinerzeit im Dienst des späteren Kurfürsten Ernst August und dessen Ehefrau Sophie von der Pfalz stand und für den dortigen Residenzgarten zuständig war.
1715 wurde er am Jagdschloss in Wienhausen angestellt. Dort starb er im Alter von 76 Jahren.